# Rekha
Rekha, pseudonimo di Bhanurekha Ganesan (Madras, 10 ottobre 1954), è un'attrice indiana.
Rekha è una famosa attrice di Bollywood. Durante la sua lunga carriera ha interpretato innumerevoli ruoli diversi.
Ha recitato in oltre 180 film, prendendo parte sia al cinema delle grandi distribuzioni indiane che a quello indipendente.

## Filmografia parziale

### Cinema
- Rangula Ratnam, regia di B.N. Reddi (1966)
- Operation Jackpot Nalli C.I.D 999, regia di S.K. Bhagavan e B. Dorai Raj (1969)
- Sawan Bhadon, regia di Mohan Segal (1970)
- Elaan, regia di K. Ramanlal (1971)
- Nagin, regia di Rajkumar Kohli (1976)
- Chehre Pe Chehra, regia di Raj Tilak (1981)
- Umrao Jaan, regia di Muzaffar Ali (1981)
- Khoon Bhari Maang, regia di Rakesh Roshan (1988)
- Khiladiyon Ka Khiladi, regia di Umesh Mehra (1996)
- Kamasutra (Kama Sutra: A Tale of Love), regia di Mira Nair (1996)
- Dil Hai Tumhaara, regia di Kundan Shah (2002)
- Bhoot, regia di Ram Gopal Varma (2003)
- Koi... Mil Gaya, regia di Rakesh Roshan (2003)
- Parineeta, regia di Pradeep Sarkar (2005)
- Krrish, regia di Rakesh Roshan (2006)
- Om Shanti Om, regia di Farah Khan (2007) - comparsa speciale
- Krrish 3, regia di Rakesh Roshan (2013)
- Shamitabh, regia di R. Balki (2015) - comparsa speciale